# Ribadeume
Ribadeume (llamada oficialmente Santa María de Ribadeume) es una parroquia española del municipio de Puentes de García Rodríguez, en la provincia de La Coruña, Galicia.

## Entidades de población
Entidades de población que forman parte de la parroquia:
- Alto das Seixas
- Cameleiro (O Cameleiro)
- Campo (O Campo)
- Follabranca (Folla Branca)
- Fraga dos Cregos
- Gañidoiras (As Gañidoiras)
- Pena do Traste (A Pena do Traste)
- Roidiz
- Sixto (O Sisto)
- Villerma (A Vilerma)
- Cachopal (O Cachopal)
- Carreira (A Carreira)
- Castiñeiro do Acó (O Castiñeiro de Acó)
- Castiñeiro de Acolá (O Castiñeiro de Acolá)
- Os Castros
- Corredoira (A Corredoira)
- Cotillón (O Cotillón)
- Espá
- Pedra do Couto (A Pedra do Couto)
- Picadeiros (Os Picadeiros)
- O Barreiro
- Os Barros
- O Lombedrado
- O Petouto

## Despoblados
- Graña (A Graña)
- Raque (A Casa do Raque)
- Seixas
- Ucedos (Os Ucedos)
- Viador

## Demografía
| Gráfica de evolución demográfica de Ribadeume entre 2000 y 2019 |
|                                                                 |
| Datos según el nomenclátor publicado por el INE.                |